# Chinees Maanverkenningsprogramma
Het Chinees Maanverkenningsprogramma (Chinees: 中国探月工程, pinyin Zhōngguó Tànyuè Gōngchéng), ook gekend als het Chang'e Project (Chinees:嫦娥工程, pinyin:Cháng'é Gōngchéng) naar de Chinese godin  Chang'e, is een serie van maanmissies van de China National Space Administration (CNSA). 

## Structuur
Het Chinees Maanverkenningsprogramma is verdeeld in vier operationele hoofdfasen, waarbij elke missie dient als technologiedemonstrator ter voorbereiding op toekomstige missies. China staat open voor internationale samenwerking in de vorm van verschillende ladingen en een robotstation. 

### Fase I: Satellieten in een baan rond de maan
De eerste fase bestond erin om een satelliet in een gecontroleerde baan rond de maan te krijgen. Door de succesvolle missies Chang'e 1 en Chang'e 2 is deze fase afgerond.

### Fase II: Zachte landing en uitrol van rovers

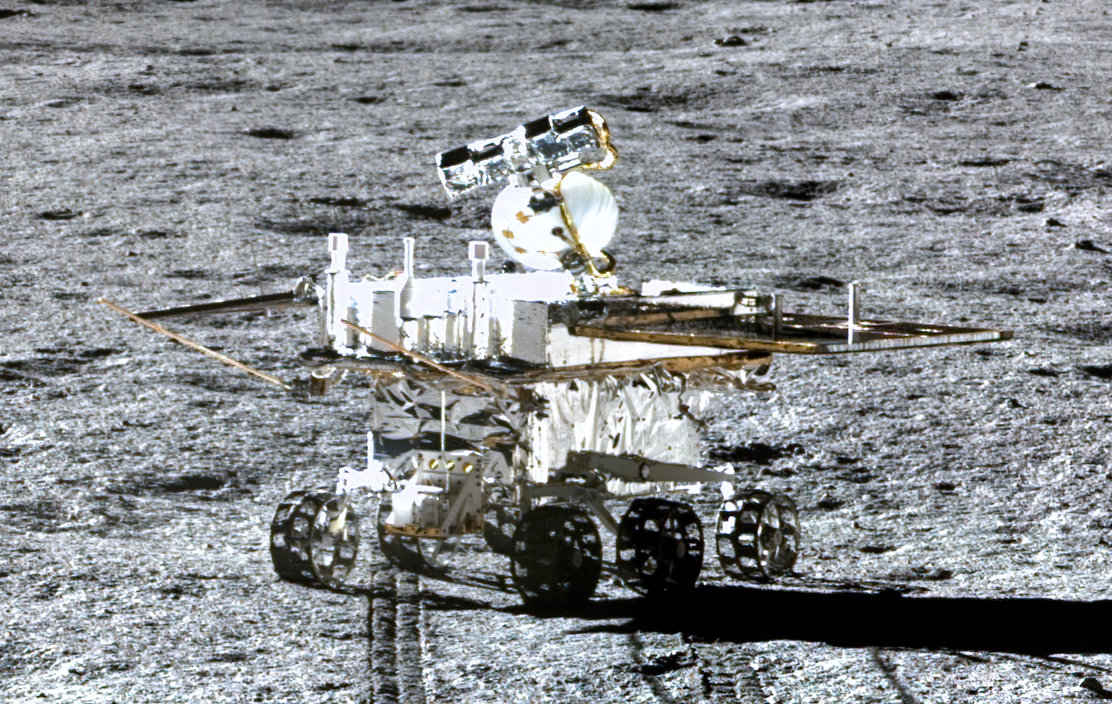
Yutu-2, de eerste rover aan de achterzijde van de maan als deel van de Chang'e 4 missie

Zowel Chang'e 3, als Chang'e 4 voerden een zachte landing uit en activeerden een rover voor verdere onderzoeksobjectieven.

### Fase III: robotic sample-return
Het terugbrengen van grondmonsters van de maanbodem was het objectief van de missies Chang'e 5-T1 gelanceerd op 23 october 2014 en Chang'e 5 die gelanceerd werd op 23 november 2020.

### Fase IV: autonoom maanstation
In de laatste fase wordt op de zuidpool van de maan een autonoom maanstation uitgebouwd voor wetenschappelijk onderzoek. Fase IV startte in 2023 na de afronding van fase III.